# Ottersdorf (Büchenbach)
Ottersdorf (fränkisch: Oudaschdoaf) ist ein Gemeindeteil der Gemeinde Büchenbach im Landkreis Roth (Mittelfranken, Bayern). Die Gemarkung Ottersdorf liegt teils auf dem Gemeindegebiet von Büchenbach, teils auf dem Gemeindegebiet von Schwabach und teils auf dem gemeindefreien Gebiet Heidenberg. Sie hat eine Fläche von 14,023 km² und ist in 1746 Flurstücke aufgeteilt, die eine durchschnittliche Fläche von 8031,49 m² haben. In ihr liegen neben dem namensgebenden Ort die Gemeindeteile Kühedorf, Obermainbach, Tennenlohe und Ungerthal.

## Geografische Lage
Das Dorf liegt vier Kilometer südlich von Schwabach am östlichen Ausläufer des Heidenberges. Südlich fließt der Otterbach, ein rechter Zufluss des Mainbachs, der wiederum in die Rednitz mündet. Unmittelbar südöstlich des Ortes liegt das Waldgebiet „Brunnleite“, ca. 200 m nördlich befindet sich der 3 Hektar große „Mühlweiher“. Die Staatsstraße 2224 führt nach Obermainbach (1,2 km nordwestlich) bzw. nach Tennenlohe (0,6 km südlich). Gemeindeverbindungsstraßen führen nach Weihersmühle (0,7 km nordöstlich) und Ungerthal (1,7 km südwestlich).

## Geschichte
Der Ortsname stammt von einem fränkischen Freien namens „Otram“, der die Siedlung als Weiler in der karolingischen Königsmark Schwabach gründete.
Erstmals schriftlich erwähnt wurde der Ort als „Otganestorf“ in einer Urkunde, die im Zeitraum von 1132 bis 1162 entstand. In dieser wurde bestätigt, dass das Kloster Heilsbronn seinen Besitz, den es vom Bamberger Bischof dort erworben hatte, gegen zwei näher an Heilsbronn liegende Güter mit Graf Rapoto II. von Abenberg tauschte. Im 13. Jahrhundert bestand der Ort vermutlich aus 5 Ganzhöfen. 1328 erfolgte die nächste Erwähnung als „Otramsdorf“ anlässlich der Verbriefung des Wiederkaufsrechtes eines Gutes an das Bistum Eichstätt durch Heinrich von Morsbach. Das Bestimmungswort des Ortsnamens ist Ōtram, der Personenname des Siedlungsgründers.
Im Urbar für das burggräfliche Amt Schwabach von ca. 1360 wurde der Ort als „Ottermansdorff“ erwähnt. Schon im burggräflichen Salbuch von 1410 wurde verzeichnet, dass „Ottermstorff“ mit Tennenlohe eine Realgemeinde bildete. In Ottersdorf gab es 3 Güter und 1 Seldengütlein. Im Salbuch des nunmehr markgräflichen Amtes Schwabach, das 1434 aufgestellt wurde, wurde für den Ort außerdem ein fremdherrisches Gut verzeichnet. 1530 gab es im Ort weiterhin 5 Anwesen: 2 Höfe unterstanden dem Amt Schwabach, 1 Hof, der teils einem Nürnberger Pfarrer, teils dem Amt Schwabach Abgaben leistete, 1 Hof dem Spital Schwabach und 1 Hof dem Kloster Pillenreuth. 1732 gab es laut den Oberamtsbeschreibungen von Johann Georg Vetter in Ottersdorf 9 Anwesen, von denen 5 Anwesen dem Kastenamt Schwabach unterstanden, 2 Anwesen dem Spital Schwabach, 1 Anwesen dem Klosteramt Pillenreuth der Reichsstadt Nürnberg und 1 Anwesen der Deutschordenskommende Nürnberg. Auch gegen Ende des 18. Jahrhunderts gab es in Ottersdorf 9 Anwesen und ein Gemeindehirtenhaus. Das Hochgericht übte das brandenburg-ansbachische Oberamt Schwabach aus. Die Dorf- und Gemeindeherrschaft hatte das Kastenamt Schwabach. Grundherren waren das Fürstentum Ansbach (Kastenamt Schwabach: 3 Halbhöfe, 1 Köblergut, 1 Leerhaus; Spital Schwabach: 1 Ganzhof, 1 Köblergut), die Deutschordenskommende Nürnberg (1 Köblergut) und das Amt St. Klara und Pillenreuth der Reichsstadt Nürnberg (1 Halbhof). 1802 gab es im Ort weiterhin 9 Anwesen mit denselben Grundherrn.
Im Jahre 1806 kam Ottersdorf an das Königreich Bayern. Im Rahmen des Gemeindeedikts wurde 1808 der Steuerdistrikt Büchenbach, II. Sektion gebildet, zu dem Kühedorf, Ottersdorf, Tennenlohe und Ungerthal gehörten. 1818 entstand die Ruralgemeinde Ottersdorf, zu der alle Orte des Steuerdistrikts Büchenbach, II. Sektion gehörten, und Obermainbach, das dem Steuerdistrikt Rednitzhembach zugewiesen war. Sie war in Verwaltung und Gerichtsbarkeit dem Landgericht Schwabach zugeordnet und in der Finanzverwaltung dem Rentamt Schwabach (1919 in Finanzamt Schwabach umbenannt). Ab 1862 gehörte Ottersdorf zum Bezirksamt Schwabach (1938 in Landkreis Schwabach umbenannt). Die Gerichtsbarkeit blieb beim Landgericht Schwabach (1879 in Amtsgericht Schwabach umbenannt). Die Gemeinde hatte 1964 eine Gebietsfläche von 10,794 km².
Am 31. Dezember 1971 wurde im Zuge der Gebietsreform in Bayern die Gemeinde Ottersdorf aufgelöst: Kühedorf, Ottersdorf, Tennenlohe und Ungerthal wurden in die Gemeinde Büchenbach eingegliedert, Obermainbach in die Gemeinde Schwabach.

### Baudenkmäler
- Ungerthaler Str. 1: Bauernhof mit Austragshaus und Backofen[17]
- Westlich von Ottersdorf befindet sich der Rest eines Sühnekreuzes, das Herzog-Ernst-Kreuz bei Ottersdorf.[17]

### Einwohnerentwicklung
Gemeinde Ottersdorf
| Jahr      | 1818   | 1840   | 1852   | 1855   | 1861   | 1867   | 1871   | 1875   | 1880   | 1885   | 1890   | 1895   | 1900   | 1905   | 1910   | 1919   | 1925   | 1933   | 1939   | 1946   | 1950   | 1952   | 1961   | 1970   |
| Einwohner | 378    | 378    | 398    | 402    | 428    | 453    | 435    | 430    | 444    | 438    | 432    | 424    | 413    | 421    | 407    | 394    | 400    | 406    | 400    | 510    | 528    | 504    | 450    | 502    |
| Häuser    | 60     | 63     |        |        |        |        | 85     |        |        | 89     | 89     |        | 87     |        |        |        | 87     |        |        |        | 92     |        | 93     |        |
| Quelle    | [ 19 ] | [ 20 ] | [ 21 ] | [ 21 ] | [ 22 ] | [ 23 ] | [ 24 ] | [ 25 ] | [ 26 ] | [ 27 ] | [ 28 ] | [ 21 ] | [ 29 ] | [ 21 ] | [ 30 ] | [ 21 ] | [ 31 ] | [ 21 ] | [ 21 ] | [ 21 ] | [ 32 ] | [ 21 ] | [ 14 ] | [ 33 ] |

Ort Ottersdorf
| Jahr      | 001818 | 001840 | 001861 | 001871 | 001885 | 001900 | 001925 | 001950 | 001961 | 001970 | 001987 | 002014 | 002019 |
| Einwohner | 119    | 66     | 91     | 98     | 99     | 98     | 100    | 132    | 118    | 133    | 117    | 188    | 194    |
| Häuser    | 18     | 13     |        |        | 21     | 24     | 22     | 21     | 24     |        | 28     |        |        |
| Quelle    | [ 19 ] | [ 20 ] | [ 22 ] | [ 24 ] | [ 27 ] | [ 29 ] | [ 31 ] | [ 32 ] | [ 14 ] | [ 33 ] | [ 34 ] | [ 35 ] | [ 35 ] |

## Religion
Der Ort ist seit der Reformation evangelisch-lutherisch geprägt und bis heute nach St. Willibald (Büchenbach) gepfarrt. Die Katholiken sind nach St. Sebald (Schwabach) gepfarrt.